# Walter Gargano
Walter Alejandro Gargano Guevara (* 23. července 1984, Paysandú, Uruguay) je uruguayský fotbalový záložník a bývalý reprezentant, který v současnosti hraje za klub CA River Plate. Účastník Mistrovství světa 2010 v Jihoafrické republice a Mistrovství světa 2014 v Brazílii.

## Reprezentační kariéra
V A-týmu Uruguaye debutoval v roce 2006.
Zúčastnil se jihoamerického turnaje Copa América 2007 ve Venezuele (vyřazení Brazílií v semifinále) a Mistrovství světa 2010 v Jihoafrické republice, kde tým Uruguaye obsadil konečné čtvrté místo.
Na turnaji Copa América 2011 získal zlatou medaili po finálové výhře 3:0 nad Paraguayí.
Trenér Óscar Tabárez jej vzal na Mistrovství světa 2014 v Brazílii.